# Lazy Company
Lazy Company est une série télévisée humoristique française en trente épisodes de 22 minutes diffusée entre le 18 janvier 2013 et le 23 novembre 2015 sur OCS Max.
La série est rediffusée à partir du 12 juin 2015 sur France 4, elle est également disponible dans son intégralité sur la plateforme de streaming Disney+ depuis le 12 mars 2021.

## Synopsis
Au cours de la Seconde Guerre mondiale, quelques jours avant le débarquement, le destin de quatre parachutistes américains se croise. Ils commettent l'énorme erreur de transmettre à l'ennemi la date du débarquement américain en Normandie - ce qui oblige les Alliés à la déplacer au 6 juin. Considérés par leur hiérarchie comme les plus nuls des plus nuls, ils sont forcés de rester ensemble, et forment la « Lazy Company », basée au camp Neptune.
Dirigés par le sergent Chester (Alban Lenoir), ils usent de leur incompétence et de leur maladresse pour rester en vie et faire face à leurs nombreux ennemis. Durant leurs missions, les quatre « guignols » rencontrent de nombreux personnages historiques, tels Churchill, Hitler, de Gaulle, Mussolini, Klaus Barbie ou encore Einstein.
Ils pourront compter sur l'aide violente de la résistance française et de Captain Patriot. Ils feront face aux expériences et aux créatures du docteur Von Huber, et aux plans machiavéliques d'Hitler en personne. Ils auront également à gérer une vie sentimentale mouvementée.

## Distribution

### Acteurs principaux
- Alban Lenoir : Sergent puis Lieutenant et enfin Major Lee Chester Junior
- Alexandre Philip : Caporal Jack Niels 106e division aéroportée[1]
- Benoît Moret : Slice
- Antoine Lesimple (saison 1 à 2) : Michael Henry 106e division aéroportée
- Laurent Seron-Keller : Major Spring
- Sylvain Élie (saison 1 à 2) : Le « Patriot »
- Aurélia Poirier : Jeanne Danfron
- Charlotte Ligneau  : France / Klaus Von Uber
- Caroline Vigneaux (saison 1 à 2) : Isla Hildeu
- Thomas VDB : Helmut
- Quentin Baillot : Hitler / Charles « Charly »
- Antoine Gouy : Chuck
- Philippe Lebas : Dr Shefield

### Acteurs invités et récurrents
- Vincent Londez : Klaus Von Uber / France
- Gilles Bouillon (saison 1) : Gal Paxton
- Michael Troude / Doudou Masta (saison 1) : Nemesis
- Olivier Ho Hio Han (saison 1): Hitashi
- Jeanne Bournaud (saison 1): Louise
- Charline Paul (saison 1) : Lieutenant Erika
- Jonathan Cohen (saison 2) / Charles A. Sanchez (saison 3) : Colonel Grants
- Anne Benoît (saison 2 à 3) : Gal Margaret Sanders
- Vanessa Guide (saison 2) / Tiphaine Daviot (saison 3) : Jessica Sanders
- David Salles (saison 2) : Albert Einstein
- François Clavier (saison 1 à 2) : Gal De Gaulle
- Christopher Craig (saison 1): Winston Churchill
- Yohann Pisiou (saison 3) : George
- Sébastien Lalanne (saison 3) : Joseph Goebbels
- Cyril Gueï (saison 3) : Agent Craig de l'OSS
- Victor Le Blond (saison 3) : Jeffrey

## Production

### Conception
La série a nécessité six mois d'écriture, d'octobre 2011 à mars 2012. Après deux mois de préparation (avril-mai 2012), 25 jours de tournage en mai 2012 et quatre mois de postproduction (de juillet à octobre 2012), la série est diffusée à partir du 18 janvier 2013 sur OCS Max.
Le nom de la série est inspiré du nom d'une compagnie militaire américaine qui s'illustra durant la seconde guerre mondiale, appelée la Easy Company.

### Tournage
Le tournage de la première saison s'est déroulé en Touraine. Après quelques semaines de repérages, le tournage se déroule sur 25 jours, en mai 2012, à proximité de la commune d'Ambillou, à 25 km au nord de Tours.
18 techniciens, 14 comédiens et 70 figurants de la région Centre participent au tournage de cette série.
La troisième saison a été tournée à partir du mois d'octobre 2014.

## Épisodes

### Première saison (2013)
1. Overlord
2. Buses
3. Das Nemesis
4. Comme un garçon
5. Alamo
6. La Normandie du bonheur
7. Contre-attaque
8. Trou normand
9. L'Aigle noir
10. Le Dernier souper

### Deuxième saison (2014)
La deuxième saison, tournée au cours de l'été 2013, est diffusée sur OCS city à partir du 31 mars 2014,.
1. Saison II
2. Big baby
3. Petits secrets
4. Le Condamné
5. Transfert
6. Tic-tac
7. Atomikfest
8. Suspension
9. Le Grand merdier
10. 11"7

### Troisième saison (2015)
La 3e saison, tournée en janvier et février 2015, en partie sur la commune de Monts, à quelques kilomètres au sud de Tours, est diffusée sur OCS City et OCS Go à partir du 26 octobre 2015,.
1. Saison Finale
2. Celui qui manque
3. Embûches
4. Danse !
5. Dernier Round
6. En rêve
7. La pitoyable histoire du 17e rejeton
8. Sainte nuit
9. Du sang et des larmes
10. Final

## Autour de la série

### Personnages
- Sergent, puis Lieutenant et enfin Major Lee Chester Jr. : chef de la Lazy Company. Ambitieux et autoritaire, il participe à la guerre pour obtenir la gloire, mais sa maladresse joue souvent contre lui. Son running gag est de marcher sur des mines. Sombrant dans l'alcoolisme après la mort d'Henry, il s'en défait en rejoignant les rangs de l'OSS, où il tombe amoureux de Jessica Sanders.
- Caporal Jack Niels : étudiant de Harvard, engagé malgré lui dans l'armée après une soirée arrosée, il ne pense qu'à une chose : séduire les Françaises. Il se marie finalement avec La Jeanne, et rejoint les rangs de la Résistance après leurs noces. Ils rejoignent tous deux l'OSS, mais la jalousie de Niels envers Craig fait passer la Lazy Company pour des traîtres. Il tue Hitler à la fin de la saison 3, se sacrifiant pour sauver ses camarades et Jeanne.
- Slice : engagée dans l'armée afin de ne pas retourner dans l'asile psychiatrique dans lequel elle était enfermée. Contrairement aux apparences, c'est une femme ; elle a un garçon avec Helmut, prénommé Jeffrey. Dans la saison 3, elle devient mère au foyer - mais doit repartir au combat pour arracher son fils des mains d'Hitler.
- 1re classe puis Major Henry : jeune marié, il s'engage dans l'armée afin de prouver son courage auprès de son épouse ; il incarne la figure du « bon élève ». Cœur d'artichaut, il s'amourache de très nombreuses femmes (son épouse lui faisant horreur), mais n'est pas vraiment chanceux avec ses conquêtes. Il est assassiné à la fin de la saison 2 par la Générale Sanders.
- Major puis 1re classe Spring : supérieur direct de Niels et de Henry au début de la saison 1, il est la victime régulière des gaffes de ses hommes. Considéré comme le meilleur élément du camp Neptune, il commande une compagnie rivale de celle de Chester. Il devient (saison 2) l'aide de camp de la Générale Sanders, dont il subit le harcèlement sexuel. Sanders finit par le dégrader pour promouvoir Henry. Il perd un œil à cause du Docteur Sheffield, puis une main, coupée par Hitler. Il est blessé par la Générale Sanders au début de la saison 3, et part à la retraite. L'OSS le recrute pour remplacer le Patriot, et lui fait injecter le sang de ce dernier - qui le rend alors immortel. Limité néanmoins car contrôlant difficilement le sérum qui coule dans ses veines, il ne récupère l'ensemble des pouvoirs du Patriot qu'en assistant à la mort de Sheffield. Il est néanmoins amputé de sa jambe par Jeffrey.
- Chuck / Agent 17 : Aide de camp du Général Paxton, c'est en fait un agent double au service d'Hitler, fruit des expériences du Docteur Von Uber. Après avoir pris le contrôle de la base Neptune, il tente de libérer Hitler mais la Lazy Company l'en empêche. Revenu dans la demeure de Von Uber, il aide ce dernier à rassembler ses "enfants". Apparemment tué avec son "père" dans l'explosion de la demeure, il s'en sort et ramène von Huber auprès de Hitler. Il est tué par Hitler à la fin de la saison 3.
- Jeanne Danfron dite La Jeanne : résistante française, s'exprimant avec un très fort accent Normand, elle a le coup de poing facile, le plus souvent destiné à Niels qu'elle surnomme « Pervers ». Elle tombe amoureuse de lui et l'épouse à la fin de la saison 2.
- Générale Margaret Sanders / Frau Oberst Sanders : remplaçante du Général Paxton à la tête du camp Neptune, elle y fait également entrer sa fille, Jessica. Favorisant Henry, le petit ami de cette dernière, elle dégrade Spring pour le faire major à sa place. Après qu'Henry ait rejeté sa fille, et se soit emparé d'un artefact de Von Uber, elle le lui subtilise, l'assassine, puis se rend au mariage de Niels et Jeanne, où elle abat tous les présents, excepté les membres de la compagnie et leurs conjoints ; puis elle rejoint Hitler, et aide à l'enlèvement de Jeffrey. Hitler la rejette lorsqu'il n'a plus besoin d'elle. Elle est tuée par Chester à la fin de la saison 3.
- Jeffrey : fils d'Helmut et de Slice. Sa mère ayant été transfusée avec le sang du Patriot durant sa grossesse, il a une croissance très rapide (adolescent à 2 mois) et d'autres pouvoirs qui intéressent de près Hitler, qui le fait enlever à ses parents. Le dictateur le soumet à une éducation proche d'un lavage de cerveau afin de le placer sous son contrôle ; soumis au Führer, Jeffery ne rejette ses enseignements qu'après avoir failli tuer Spring.
- Jessica Sanders : agent de l'OSS, elle est également la fille de la Générale Sanders. Elle tombe amoureuse d'Henry, mais sa volonté carriériste la pousse à manipuler le soldat afin qu'il renie la Lazy Company pour grimper dans la hiérarchie. Elle le rejette lorsqu'elle comprend qu'il préfère garder ses amis. Elle traque ensuite sa mère, responsable du meurtre d'Henry, et réunit à nouveau les membres de la Lazy Company pour ce faire. Elle est étranglée par sa mère à la fin de la saison 3.
- Adolf Hitler : capturé alors qu'il allait cueillir des champignons hors de sa cachette, le dictateur nourrit une certaine rancune envers la Lazy Company. Sa soif de pouvoir en fait un être malsain et burlesque autant qu'impulsif et sans pitié. Souvent pris pour cible par ses ennemis, jamais blessé car sachant toujours retourner la situation à son avantage, il ne sera tué que par Niels à la fin de la saison 3.

#### Personnages secondaires
- Hitashi Azegawa (saison 1) : kamikaze japonais du 6e Tokkōtai d'Okinawa, il a, sans le vouloir, sauvé la Lazy des nazis qui chargeaient sa position, son avion n'avait plus de carburant ; il aide, par la suite, la Lazy en neutralisant un char ennemi.
- Helmut : ancien soldat nazi, qui s'est rendu en remettant les plans de la base secrète ; il est maintenant cuisinier du camp Neptune. Tombé amoureux de Slice, il est le père de Jeffrey.
- Général Paxton (saison 1) : chef du camp Neptune, les insultes lui montent souvent à la bouche, même pour les compliments. Il est rapatrié aux États-Unis au début de la saison 2.
- Le Patriot (saison 1 et 2) : sans doute inspiré de Captain America, il est d'abord chargé de la Lazy en tant qu'instructeur. Il a reçu un super-sérum qui a dopé ses capacités physiques et augmenté sa vue, il est donc quasiment indestructible. Son épouse est avocate et sauve dans la saison 2 les membres de la Lazy de la peine de mort ; mais son aventure avec Chester rend fou furieux son mari, qui tente de tuer l'amant. Le Patriot se sacrifie pourtant pour sauver Chester, son épouse et Einstein d'une bombe.
- Klaus von Uber : savant nazi, ayant fait des expériences sur de jeunes enfants afin de les transformer en tueurs sans pitié. Il transpose son esprit dans le corps de France, et évite la mort dans l'explosion de son manoir grâce à Chuck. Paraplégique, il repart auprès de Hitler afin de se venger de sa trahison. Il est tué par Jeanne à la fin de la saison 3.
- France : Jeune résistante, amie de Jeanne et amoureuse d'Henry, elle est capturée et utilisée pour les expériences de Von Uber. Son esprit à elle est transposé dans son corps à lui. Revenue à « elle », elle tire sur Von Uber alors qu'il tente de s'enfuir - puis le laisse dans son manoir sur le point d'exploser. Elle est tuée par la Générale Sanders au mariage de Nils et de Jeanne.
- Docteur Sheffield : médecin militaire du camp Neptune, il s'occupe de rafistoler les membres de la Lazy Company sans trop les tuer. Responsable de la croissance éclair de Jeffrey et de la monophtalmie du major Spring, il est recruté par l'OSS pour faire de ce dernier le nouveau Patriot. Il rejoint les rangs de la Lazy Company après la mort du Colonel Grants. Il meurt à la fin de la saison 3.
- George (saison 3) : soldat américain ayant un pouvoir de divination, il est capturé par la Gestapo, puis sauvé par la Lazy Company. Ayant rêvé de la cachette d'Hitler, le Panzernest, il rejoint la Company pour les aider à retrouver le dictateur et la Générale Sanders. Il est tué par l'un des hommes du Colonel Grants.
- Colonel Grants : avocat général de l'US Army, il a une prédilection pour les tribunaux militaires et les exécutions capitales. Il tente à plusieurs reprises de faire exécuter les membres de la Lazy Company, utilisant n'importe quel prétexte pour ce faire. Il se fait abattre par Jessica Sanders.
- Craig (saison 3) : agent de l'OSS, il est très attiré par Jeanne, ce qui est légèrement réciproque. Très inquiet pour la femme qu'il aime, il trahit la Lazy Company lorsque celle-ci tente de contrer Grants et de récupérer les coordonnées du Panzernest.
- Isla Hildeu

### Clins d’œil
- Le « captaine Patriot » est un clin d’œil à Captain America.
- Dans l'épisode 8 de la saison 1, le personnage d'Hitashi Azegawa prononce, en japonais, la phrase suivante : « Tu ne le sais pas encore mais tu es déjà mort ». Il s'agit de la phrase fétiche de Kenshiro, le personnage principal du manga Ken le Survivant.
- Dans l'épisode 9 de la saison 1, lorsque les soldats allemands infiltrés dans le camp révèlent leur identité, l'un d'eux crie Du hast mich gefragt!. C'est une référence à la chanson Du Hast du groupe allemand Rammstein.
- Chuck et Isla Hildeu sont également surnommés "numéro 17 et 18" en référence aux cyborgs de Dragon Ball, Ilsa pouvant, tout comme C-18, faire exploser son corps.
- L'épisode 3 de la saison 2, "Petits secrets", est un hommage aux films de morts-vivants de Romero, ainsi qu'à La Maison du diable de Robert Wise[10]. La Générale Sanders fait aussi allusion à un l'utilisation d'un "singe-rat" qui est une référence directe au film Braindead de Peter Jackson.[réf. nécessaire]
- Dans l'épisode 7 de la saison 2, le personnage de Chuck prononce la phrase suivante : « Eins, Zwei, Polizei ». C'est une référence à la chanson Eins, Zwei, Polizei de Mo-Do.
- Au début de la saison 3, le Major Chester joue à la roulette russe dans la même tenue que le fait Christopher Walken dans Voyage au bout de l'enfer.

## Récompenses
- 2013 : « Pyrénées d'or de la meilleure série ou mini-série » au festival des productions TV de fictions françaises de Luchon ;
- 2015 : « Meilleure série de 26 minutes » au festival de la fiction TV de La Rochelle[11].